# Мстители (фильм, 1998)
«Мстители» (англ. The Avengers) — американский шпионский боевик, экранизация одноименного британского телесериала 1998 года режиссёра Джеримайи Чечика. В главных ролях Рэйф Файнс и Ума Турман в роли секретных агентов Джона Стида и Эммы Пил, а Шон Коннери сыграл Сэра Августа де Винтера, безумного ученого, стремящегося контролировать погоду в мире. Патрик Макни, сыгравший Джона Стида в оригинальном сериале, исполняет роль Невидимого Джонса (голос). Фильм потерпел кассовый провал, собрав всего 55 миллионов долларов против 60 миллионов долларов бюджета. Он также получил крайне негативные отзывы критиков, некоторые считают его одним из худших фильмов, когда-либо созданных.

## Сюжет
Джон Стид, агент Министерства, завершает учебный курс. Доктор Эмма Пил получила звонок по телефону, в котором ей велели отправиться в мужской клуб, где она впервые встречает Стида. Они направляются в Министерство, чтобы встретиться с «Матерью», который сообщает им, что проект Просперо — попытка повлиять на погоду — был саботирован доктором Пилом. Доктор Пил утверждает, что она невиновна, но её отправляют работать вместе со Стидом, чтобы найти настоящего виновника. Они отправляются навестить сэра Августа де Винтера, давнего союзника Министерства.
Стид и Эмма направляются в Wonderland Weather, компанию, которая искусственно создает жару или дождь с помощью специальной машины, где они обнаруживают двух мертвецов в костюмах плюшевых мишек. Все члены секретной организации, возглавляемой де Винтером, носят костюмы плюшевых мишек, чтобы скрыть свою личность. Однако одна из них очень похожа на Эмму Пил.
Стид и Эмма отправляются навестить де Винтера в его особняк, но на них нападают механические пчёлы. Алиса, агент Министерства, помогает им бежать. Де Винтер захватывает и гипнотизирует Эмму. Когда де Винтер позже отвлекается, Эмма пытается сбежать, но чувствует слабость и оказывается в ловушке из-за постоянно меняющегося плана этажа особняка. В отчаянии, она пробивает себе путь сквозь стену, Стид находит её без сознания и спасает. Однако «Отец» арестовывает Эмму, а Стид навещает Невидимого Джонса, человека из министерства, чтобы выяснить значение карты, найденной в Wonderland Weather.
После просмотра некоторых фотографий неудачных генетических экспериментов, включая клонирование (обнаружив, что был создан клон Эммы Пил), Стид осознаёт, что «Отец» работает с де Винтер. Отец и клон Эммы лишают сознания Эмму, но затем сталкиваются с «Матерью», которая становится недееспособной. Де Винтер, управляя погодой с помощью Просперо, противостоит мировым лидерам. Он хвастается, что контролирует погоду, и им придется покупать погоду у него за большие деньги. Он дает им время до полуночи, чтобы расплатиться.
«Отец» и клон перевозят Эмму на воздушном шаре, где Эмма приходит в сознание и сбегает. «Отец» и клон погибают. Невидимый Джонс определяет, что де Винтер использует инструменты Просперо на секретном острове. Пил и Стид прибывают на остров, чтобы остановить его. Эмма обезвреживает устройство Просперо, когда на Лондон надвигается ураган. Стид сражается с де Винтер и в конце концов одерживает верх, пронзая его его же тростью, в результате чего де Винтер был поражен молнией. Эмма и Стид убегают как раз в тот момент, когда база самоликвидируется. В конце они отмечают победу с «Матерью».

## Релиз
Warner Bros., дистрибьютор фильма, отказалась от любых ранних пресс-показов. Такое решение часто принимается, когда студия и/или дистрибьютор знают, что фильм не будет принят хорошо, а предварительные отзывы будут только отрицательными. Первоначально выход фильма планировался на июнь 1998 года, но был отложен до августа.
После предварительных просмотров в феврале 1998 года первоначальный вариант фильма, длившийся 150 минут, был сокращен до 86 минут. Ключевые удаленные сцены включали начальную сцену, в которой злой клон миссис Пил проникает и разрушает научную установку Просперо.

## Критика
Фильм потерпел неудачу в прокате и получил негативные отзывы критиков. При бюджете в 60 миллионов долларов фильм собрал всего 23,4 миллиона долларов в США и Канаде и 55 миллионов долларов во всем мире. Агрегатор рецензий Rotten Tomatoes дал фильму рейтинг 5 %, на основе 83 рецензий со средней оценкой 3,2 из 10. Критический консенсус сайта гласит: «Это неумело написанная, прискорбно ошибочная катастрофа». Metacritic сообщил, что фильм получил средний балл 12 из 100 на основе 19 обзоров, что указывает на «огромную нелюбовь». Аудитория, опрошенная CinemaScore, поставила фильму среднюю оценку «D» по шкале от A до F.
Род Дреер в New York Post назвал фильм «большой жирной грудой максимальной чепухи, такой неглубокой, глупой, высокобюджетной коровьей грудой, которая пахнет Джоэлем Шумахером», сославшись на то, что прошлым летом также плохо восприняли фильм «Бэтмен и Робин», в котором также снималась Ума Турман. Дэвид Бианкулли заявил: «Этот фильм о Мстителях настолько до боли чудовищен и совершенно ужасен, что дает хороший шанс другим кинематографическим ничтожествам, таким как „Иштар“ и „Говард-утка“». Джей Бойер из Orlando Sentinel сказал: «Мстители, без сомнения, худший фильм лета». Алан Джонс из «Radio Times» заявил: «Ужасные спецэффекты и отсутствие химии между Файнс и Турман делают эту печально известную историю пустой тратой времени и энергии каждого».

## В ролях
- Рэйф Файнс — Джон Стид
- Ума Турман — Эмма Пил
- Шон Коннери — Сэр Август де Винтер
- Патрик Макни — Невидимый Джонс (голос)
- Джим Бродбент — Мама
- Фиона Шоу — Папа
- Эдди Иззард — Бэйли
- Айлин Эткинс — Элис
- Джон Вуд — Трабшоу
- Кармен Эджого — Бренда
- Кили Хоус — Тамара
- Шон Райдер — Донован

## Награды и номинации
«Золотая малина» 1999
- Победитель (1)
  - «Худший ремейк или сиквел»
- Номинации (8)
  - «Худший фильм»
  - «Худшая мужская роль» (Рэйф Файнс)
  - «Худшая женская роль» (Ума Турман)
  - «Худшая мужская роль второго плана» (Шон Коннери)
  - «Худшая экранная пара» (Рэйф Файнс и Ума Турман)
  - «Худшая песня» — «Storm»
  - «Худший сценарий»
  - «Худший режиссёр» (Джеримайя С. Чечик)